# Lwowska Brygada Obrony Narodowej

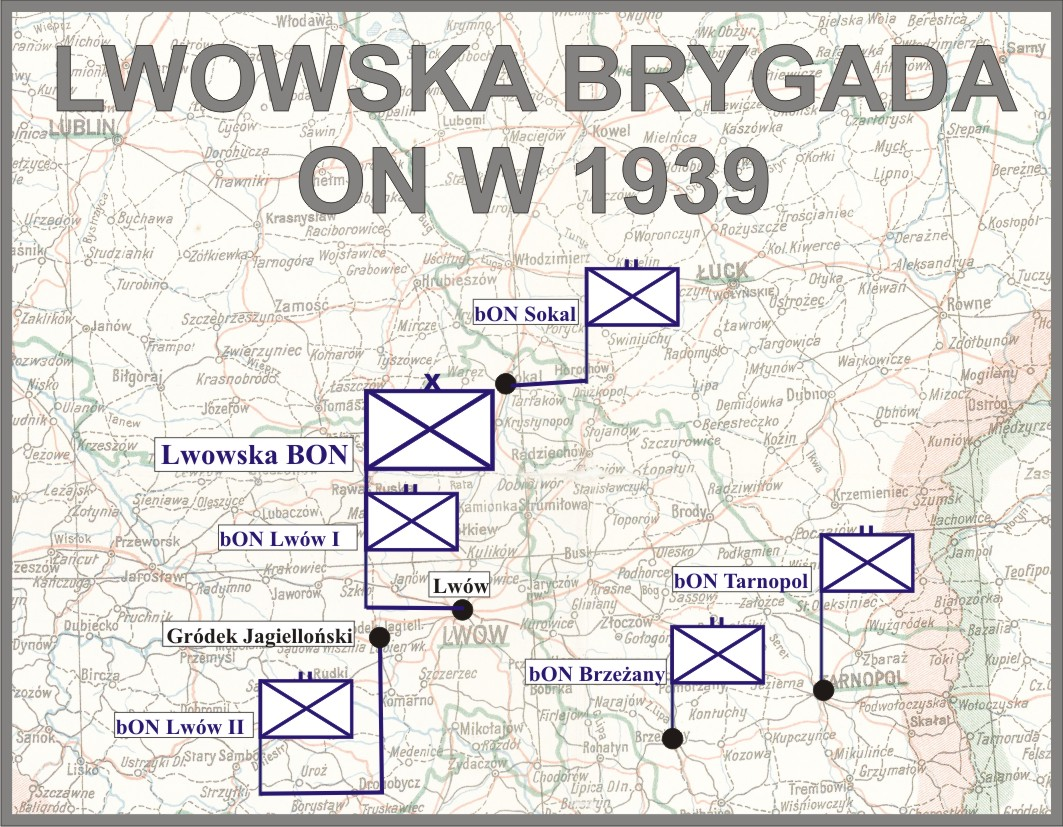
Lwowska Brygada ON

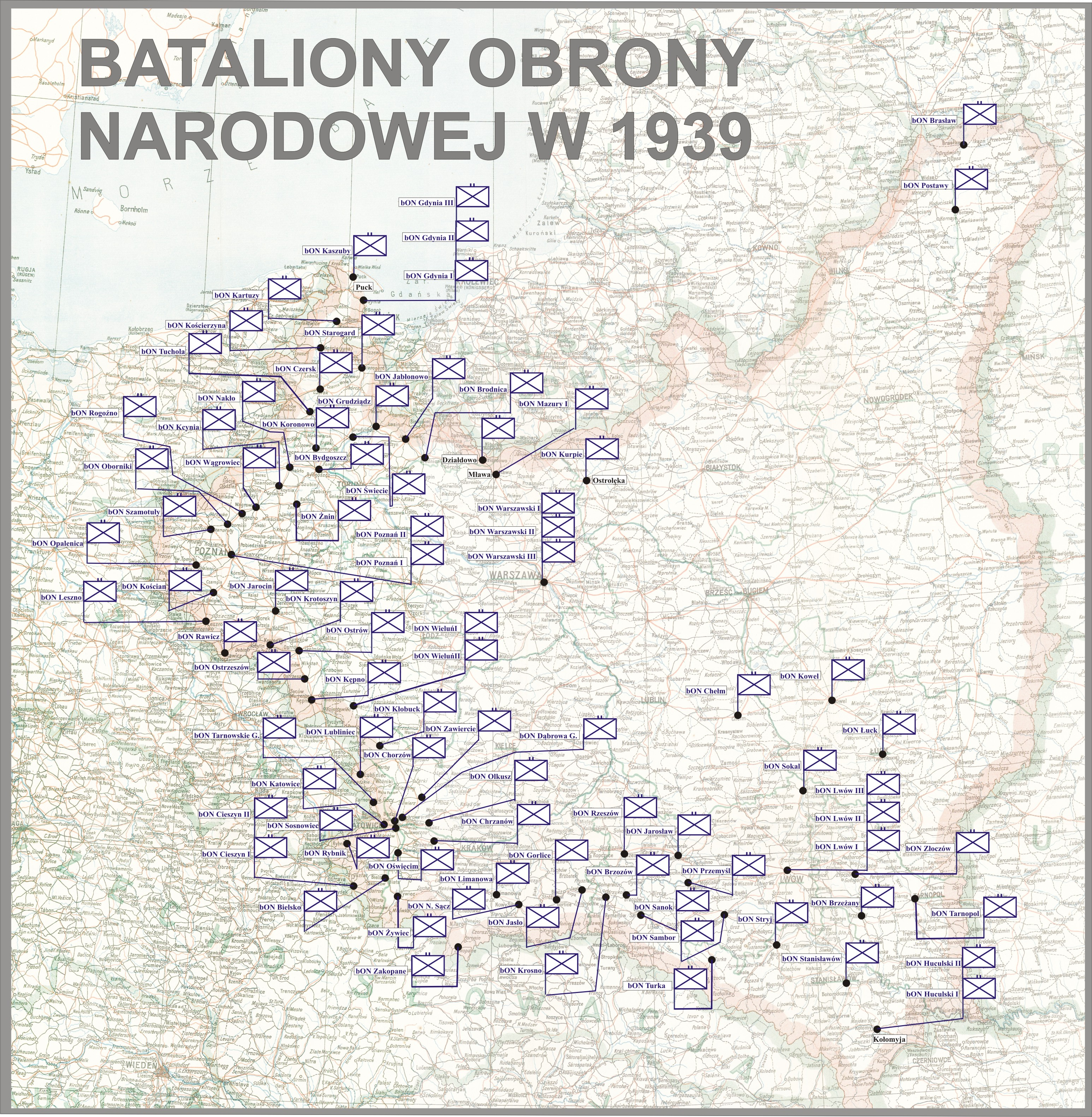
Obrona Narodowa w 1939

Lwowska Brygada Obrony Narodowej – brygada Obrony Narodowej Wojska Polskiego II Rzeczypospolitej.

## Historia brygady
Lwowska Brygada ON sformowana została w 1937 roku w składzie trzech batalionów: I Lwowskiego, II Lwowskiego i Brzeżańskiego oraz Oddziału Zwiadowców. Brygada podporządkowana została dowódcy Okręgu Korpusu Nr VI. Dowódca brygady pełnił równocześnie obowiązki kierownika Okręgowego Urzędu Wychowania Fizycznego i Przysposobienia Wojskowego oraz referenta dowódcy OK VI do spraw Obrony Narodowej. Dowództwo brygady mieściło się w siedzibie Okręgowego Urzędu WFiPW przy ul. Jabłonowskich 5 we Lwowie.
Wiosną 1939 roku sformowane zostały dwa kolejne bataliony ON: Sokalski i Tarnopolski. Wszystkie pododdziały zorganizowane zostały według etatu batalionu ON typ I.
W mobilizacji powszechnej na terenie OK VI utworzono Dowództwo Tarnopolskiej Półbrygady ON, któremu podporządkowane zostały bataliony ON: Sokalski, Tarnopolski i Złoczowski. We wrześniu do Brygady wcielono też Kobiecy Batalion Pomocniczej Służby Wojskowej.
Dowództwo brygady i I Lwowski Batalion ON walczyły w obronie Lwowa, organizując obronę w rejonie ulicy Stryjskiej. II Lwowski Batalion ON podporządkowany został dowódcy Grupy „Stryj”.
O pozostałych pododdziałach brak danych. W kampanii wrześniowej brygada nie wystąpiła całością swoich sił.

## Organizacja brygady
- Dowództwo Lwowskiej Brygady ON we Lwowie
- oddział zwiadowców
- I Lwowski batalion ON we Lwowie
- II Lwowski batalion ON w Gródku Jagiellońskim
- Brzeżański batalion ON w Brzeżanach
- Sokalski batalion ON w Sokalu
- Tarnopolski batalion ON w Tarnopolu

## Obsada personalna dowództwa
Obsada personalna Dowództwa Lwowskiej Brygady ON we wrześniu 1939 roku
- dowódca brygady - płk dypl. piech. Franciszek Polniaszek †1940 Charków
- zastępca dowódcy brygady - ppłk dypl. w st. sp. Kazimierz Galiński[5]
- adiutant – kpt. piech. Stanisław Zawitkowski †1940 Kijów
- oficer informacyjny – kpt. geogr. Józef Alfons Filip Woydyno (od 21 IX 1939)
- zastępca oficera łączności – ppor. Ludwik Horynica (do 21 IX 1939 → dowódca kompanii zapasowej)
- zastępca oficera łączności – por. Edward Kozłowski (od 21 IX 1939)
- oficer broni – por. Włodzimierz Nowosad (do 21 IX 1939)
- oficer broni – chor. Jan Mitelski (od 21 IX 1939)
- intendent – mjr int. st. sp. Klemens Monsig (od 21 IX 1939)